# Falterona-hegy
A Falterona-hegy Olaszország Toszkána régiójában található, 1654 méter magas. A hegy a Foreste Casentinesi, Monte Falterona és Capmigna Nemzeti Park része. Homokkőből épül fel, javarészt bükkösök találhatóak rajta. Itt ered az Arno folyó. Keleti oldalán található a Lago degli Idoli (Bálvány-tó), melyben számos kisebb etruszk szobrot találtak.

## Fordítás
Ez a szócikk részben vagy egészben  a   Mount Falterona című angol Wikipédia-szócikk ezen változatának fordításán alapul.  Az eredeti cikk szerkesztőit annak laptörténete sorolja fel. Ez a jelzés csupán a megfogalmazás eredetét és a szerzői jogokat jelzi, nem szolgál a cikkben szereplő információk forrásmegjelöléseként.